# Maximalpuls
Die maximale Herzschlagfrequenz (auch: Maximalpuls; maximale Herzfrequenz, geläufige Abkürzung: HFmax) ist die Anzahl der Herzschläge pro Minute, die ein Mensch bei größtmöglicher körperlicher Anstrengung erreichen kann. Die maximale Herzschlagfrequenz ist eine individuelle Größe, die von Alter, Geschlecht, genetischer Veranlagung, Trainingszustand und Tagesform (u. a. Hormonhaushalt) abhängt und große Abweichungen von 10–15 Schlägen/min vom Durchschnitt aufweisen kann. Der individuelle Maximalpuls kann (in den meisten Fällen) durch entsprechende Ausdauerbelastung ergometrisch bestimmt werden und hängt von der Art der Belastung (häufig beim Laufen, Rudern oder Radfahren) ab. Anhand von Formeln erfolgt die Bestimmung des Maximalpulses nur annähernd und ist nur dann zu empfehlen, wenn z. B. aufgrund gesundheitlicher Risiken keine anderen Möglichkeiten zur Verfügung stehen.
Zur Belastungssteuerung im sportlichen Training, insbesondere bei Ausdauersportarten, wird häufig als Parameter die Herzschlagfrequenz im Verhältnis zum Maximalpuls verwendet.

## Ermittlung durch Formeln

### Faustregel
Als Faustregel zur Bestimmung des eigenen Maximalpulses gilt die Formel:
Maximalpuls = 220 − Lebensalter (in Jahren).
Diese Formel wurde im Verlauf der Geschichte verschiedenen Quellen zugeordnet. Es wird angenommen, dass sie erstmals im Jahr 1971 von William Haskell und Samuel Fox veröffentlicht wurde. Die tatsächlich gemessenen Werte weichen aber oft um bis zu 30 Schläge nach oben oder unten von dieser Faustregel ab, denn neben dem Alter hängt der Maximalpuls auch von Verfassung, Veranlagung und Trainingszustand und externen Faktoren ab.

### Weitere Formeln

#### Sally Edwards
Von Sally Edwards wurden Formeln entwickelt, die auch das Geschlecht und das Körpergewicht berücksichtigen:
Männer: Maximalpuls = 214 − 0,5 × Lebensalter (in Jahren) − 0,11 × Körpergewicht (in Kilogramm)
Frauen: Maximalpuls = 210 − 0,5 × Lebensalter (in Jahren) − 0,11 × Körpergewicht (in Kilogramm)

#### Winfried Spanaus
Im Jahr 2000 wurden von Winfried Spanaus mit Hilfe von Tests mit über 600 Probanden neue geschlechtsspezifische Formeln für trainierte Sportler entwickelt:
Männer: Maximalpuls = 223 − 0,9 × Lebensalter (in Jahren)
Frauen: Maximalpuls = 226 − 1,0 × Lebensalter (in Jahren)
Auch bei dieser Formel treten immer noch Abweichungen von bis zu 10 Schlägen nach oben und unten auf.

### Vergleich und Kritik von verschiedenen Berechnungsverfahren
Vergleiche verschiedener Berechnungsverfahren mit dem eigentlichen Maximalpuls von Sportlern zeigen, dass die oft verwendete Faustformel die maximale Herzrate von Menschen, die jünger als 40 Jahre sind, oft über- und bei Menschen, die älter als 40 Jahre sind, oft unterschätzt. Eine durch lineare Regression ermittelte Gleichung berechnet den Maximalpuls wie folgt:
Maximalpuls = 208 − 0,7 × Lebensalter (in Jahren).
Der berechnete Maximalpuls kann jedoch beim einzelnen Menschen um mehrere 10 Schläge pro Minute von dem tatsächlichen Maximalpuls abweichen.
Eine weitere Untersuchung des berechneten und des tatsächlichen Maximalpulses bei jungen Sportlern im Alter von 9 bis 18 Jahren ergab, dass keines der Berechnungsverfahren genaue Resultate lieferte. Der Autor empfiehlt, u. a. obige Formel von Tanaka et al. zu benutzen, wenn man Übertraining oder Untertraining vermeiden möchte.
Spanaus merkt an, dass die o. g. Faustformel nach Haskell/Fox (220 minus Lebensalter in Jahren) durch Ausbelastungstests auf dem Fahrradergometer ermittelt wurde. Die HFmax, die auf dem Fahrrad erreicht wird, ist jedoch in der Regel um einige Schläge niedriger als beim Laufen, da dabei deutlich weniger Muskelgruppen beansprucht werden.

## Ermittlung durch tatsächliche Ausbelastung
Bei der Ermittlung der maximalen Herzfrequenz durch eine tatsächliche Ausbelastung sollte zuvor dringend die Tauglichkeit durch eine sportärztliche Untersuchung sichergestellt werden, da der Körper einer großen, in der Regel außergewöhnlichen Belastung ausgesetzt wird.
Eine gängige, aber i. d. R. sehr kosten- und zeitaufwändige Variante ist die Leistungsdiagnostik, die bei Sportärzten, Sportwissenschaftlern oder spezialisierten Anbietern wie Sportcoaches im Labor auf dem Laufband oder auf dem Fahrradergometer vorgenommen wird. Dabei werden auch noch weitere Parameter, wie die Laktatbildungsrate und die maximale Sauerstoffaufnahme (VO2max) bestimmt, die für eine genauere Trainingssteuerung im Ausdauersport Verwendung finden. Eine andere Methode zur Ermittlung des Maximalpulses ist der weiter unten genannte Feldtest.
Bei einer tatsächlichen Ausbelastung kommt es darauf an, dass möglichst viele Muskelpartien umfangreich eingesetzt werden und entsprechend über das Blut mit Sauerstoff versorgt werden müssen, ergo das Herz für die Versorgung maximal arbeiten / schlagen muss. Gängige Sportarten, bei denen eine solche Ausbelastung vorgenommen wird, sind Laufen, Radfahren und Rudern. Diese Tests führen in aller Regel zu Ergebnissen, die sich von Sportler zu Sportler (intervariabel) als auch im zeitlichen Versatz bei ein und demselben Sportler (intravariabel) unterscheiden und hängen von verschiedensten Faktoren (u. a. Tagesform, Trainingszustand, Ernährung, Motivation des Sportlers, Wetter) ab. Um eine möglichst genaue Trainingssteuerung vornehmen zu können, raten Sportärzte und -coaches dazu, die Ausbelastung bzw. Leistungsdiagnostik in den Sportarten vorzunehmen, die der Sportler betreiben und dessen Training er mit den gewonnenen Werten steuern will. Bei Triathleten bspw. werden Leistungsdiagnostiken häufig sowohl auf dem Laufband als auch auf dem Fahrradergometer vorgenommen.
Um Verletzungsrisiken zu minimieren, sollten allen tatsächlichen Ausbelastungen (sei es im Feldtest oder in der professionellen Leistungsdiagnostik) eine ausführliche Aufwärmphase vorausgehen. Will ein Sportler Veränderungen seiner HFmax im Verlaufe seines Trainings feststellen, sollte neben dem Testablauf selbst auch die Aufwärmphase sowie die vorherige Regenerationsphase und die vorherige Ernährung einem gleichen Schema folgen.
Für den Testablauf selbst gibt es eine Vielzahl von möglichen Vorgehensweisen. Für die professionelle Leistungsdiagnostik gibt es verschiedene Testprotokolle. Eine umfangreiche Auflistung der Verfahren im Laufsport bietet Spanaus im Laufmagazin Spiridon (Ausgabe 12/2001). Der wohl gängigste Testablauf findet über drei mal drei Minuten mit gesteigertem Tempo mit jeweils zweiminütigen Trabpausen zwischendurch statt. Nach dem dritten Intervall, in dem der Sportler sich voll ausbelastet hat, soll der Maximalpuls erreicht werden. Das setzt jedoch voraus, dass der Sportler sich bis zur völligen Erschöpfung verausgabt hat, was in einem Feldtest durch Nicht-Leistungssportler kaum erreicht werden dürfte. In professionellen Leistungsdiagnostiken werden die Sportler in Brustgeschirre eingebunden, die mit einer Fallstopp-Zugleine an einem Sicherheitsbügel über dem Laufband bzw. Fahrradergometer montiert sind. Aufgrund der im Feldtest nicht vollständigen erreichten Ausbelastung kann man zu dem hier gemessenen Maximalpuls noch etwa drei bis fünf Schläge pro Minute hinzurechnen.